# Gone to earth (BJH)
Gone to earth is het achtste studioalbum van Barclay James Harvest (BJH). De titeltekst zou een jagersroep zijn, nadat na de (vossen)jacht de beoogde prooi naar zijn hol/nest terugkeert. 

## Inleiding
Het album was een voorzetting met geluidstechnicus en soms muziekproducent David Rohl. In hun beider ogen was Octoberon iets te symfonisch (bombastisch) uitgepakt in een tijd dat de punk opkwam. Gone to earth kent kortere nummers en kortere titels. In aanloop naar het album was BJH druk bezig met het concerten geven in met name Duitsland, mede omdat een eerdere tournee afgezegd moest worden vanwege een ziekte van Lees. Opnamen vonden opnieuw plaats in de Strawberry Studios van 10cc.
Het album werd gestoken in een hoes dat iets weghad van een passe-partout. Achter een neutrale hoes was een landelijk tafereel zichtbaar met een uil op weg naar zijn prooi. Die uil laat de vlinder (het symbool van BJH) met rust. Het hoesontwerp was van Maldwyn Reecce, die ook de hoes van het volgend album zou ontwerpen. Vreemd genoeg maakte hij vervolgens hoezen voor The Enid, de band rondom Robert John Godfrey, ooit verstoten door BJH. Rohl, ooit fotograaf, maakte het groepsportret van de band op de achterzijde.

## Musici
- John Lees – zang, gitaar
- Les Holroyd – zang, basgitaar, akoestische gitaar, slaggitaar
- Woolly Wolstenholme – zang, toetsen
- Mel Pritchard – drumstel, percussie

## Muziek
| Nr. | Titel                         | Duur |
| --- | ----------------------------- | ---- |
| 1.  | Hymn (Lees)                   | 5:06 |
| 2.  | Love is like a violin (Lees)  | 4:03 |
| 3.  | Friend of mine (Holroyd)      | 3:30 |
| 4.  | Poor man's Moody Blues (Lees) | 6:55 |

| Nr. | Titel                             | Duur |
| --- | --------------------------------- | ---- |
| 1.  | Heard hearted woman (Holroyd)     | 4:27 |
| 2.  | Sea of Tranquility (Wolstenholme) | 4:03 |
| 3.  | Spirit on the water (Holroyd)     | 4:49 |
| 4.  | Leper’s song (Lees)               | 3:34 |
| 5.  | Taking me higher (Holroyd)        | 3:07 |

## Nasleep
Ten tijde van de afgifte van het album was Barclay James Harvest alweer op een promotietournee. Het pakte groots uit in het Verenigd Koninkrijk, waar BJH voor het eerst meerdere weken in de albumlijst stond (zes weken; hoogste 30). Wat de band een beetje overkwam waren de noteringen in de Duitse albumlijsten. De muziek van BJH werd nauwelijks aangepast in die jaren en dit album stond ineens 181 weken in de Duitse lijst, met af en toe een notering in de top 10. Nederland en België lieten het links liggen. Wolstenholme zag het achteraf wel aankomen; hij constateerde dat bij dit album alles samenviel. 
Het onverwachte succes zorgde wel voor oponthoud bij de opnamen en stagnatie bij de verkoop van opvolgers livealbum Live tapes en studioalbum XII.
Het album kreeg ook in de 21e eeuw een hele reeks heruitgaven, waarbij die van Esoteric Recordings (2017) uitgebreid werd tot drie schijfjes met remixen en een 5.1-surround-mix. Een bijzonderheid bij Gone to earth zit in het dankwoord. Zowel Peter Tattersall als Cathy Redfern, beiden van Strawberry Studios, worden daarin genoemd. Cathy de receptioniste is de zangstem op I'm not in love ("Be quiet, big boys don’t cry") van 10cc.